# スナック キズツキ
『スナック キズツキ』は、益田ミリによる日本の漫画作品。益田の7年ぶりとなる描き下ろし作品。女性を中心として幅広い年代層から支持を得て、話題となった。
2021年10月9日からテレビ東京系列「ドラマ24」枠にてテレビドラマ化。

## あらすじ
お酒を置いていない変わったスナック「スナック キズツキ」。傷ついた人だけがたどり着けるこの店で、今宵も訪れたお客がため込んだちょっとした「傷」を、スナックのママ・トウコが一緒に発散する。

## 登場人物
トウコ
「スナック キズツキ」のママ。

## 制作背景
益田は傷つき、くたくたになり気が滅入る夜に、「ふらっと立ち寄れる場所を漫画の中に作りたかった」ため、本作を描いた。誰もが「知らぬ間に」人を傷つけている、その「『知らぬ間に』の部分をうまく描ければいい」と益田は考えていたという。益田によると「傷つけ合うことからは逃れられない」が、「何かあればまたここに来よう、と思える場所があるのはよいもの」であり、「問題が解決するわけではなくても、絆創膏のような役目になればいい」という思いが本作に込められている。
「スナックなのにアルコールが置いていないという少々特殊な事情」について、酒に強くなく「スナックにかねてから憧れがあったかもしれない」益田の「夜、カフェやファミレスの他にも立ち寄れる店があったらいい」という願望が込められている。益田は「傷つくことに性別や年齢は関係ないので、いろんな登場人物を描こう」と考え、「お酒が飲めない人でもふらりと寄れる場所」が描かれている。
コマ割りについて、益田は最初に「漫画のコマを横長にしよう」と考えたといい、「傷つき、くたくたになった夜でもゆったり」と読めるよう、余白を意識して描かれている。益田の作品で長いコマ割りの漫画は、本作が初である。

## 書誌情報
- 益田ミリ『スナック キズツキ』 マガジンハウス、2021年1月28日発売[5]、ISBN 978-4-8387-3138-1
- 益田ミリ『スナック キズツキ』 マガジンハウス〈マガジンハウス文庫〉、2024年3月21日発売[6]、ISBN 978-4-8387-7112-7
  - 文庫版には描きおろし「益田ミリ」を収録[6]。

## テレビドラマ
2021年10月9日（8日深夜）から12月25日（24日深夜）までテレビ東京系列の『ドラマ24』枠で放送。主演は同局系列の連続ドラマ初出演にして初主演の原田知世。
テレビ大阪では同ドラマ枠の放送時間を変更し、本作品のみ毎週火曜（月曜深夜）1:00 - 1:42に放送（10月12日〈11日深夜〉 - 12月28日〈27日深夜〉）。

### あらすじ（テレビドラマ）
基本的に毎回1話読み切り形式であるが、放送前後の回のゲスト主役が回想他で絡む件もあり、連続性のストーリーにも仕立ててある。

### キャスト

#### 主要人物
真壁トウコ
演 - 原田知世（若い頃：ついひじ杏奈）
「スナック キズツキ」のママ。
こぐま屋（上田健一）
演 - 浜野謙太
酒の宅配業者。ドラマオリジナルのキャラクター。

#### ゲスト
出演回のうち、太字で記したものが主たるゲスト主役回（第11話はこぐま屋、第12話=最終話はトウコがその回の主役だった）
中田優美
演 - 成海璃子（第1話 - 第4話・第10話・最終話）
コールセンターのオペレーター。瀧井くんの恋人。
安達よしみ
演 - 平岩紙（第1話 - 第3話=第2話・第5話・第6話・最終話）（小学校時代：井上栞那）
総菜屋の店員。
野口麻美
演 - 林田麻里（第2話）
安達さんの同僚。
佐藤悟志
演 - 塚地武雅（第1話 - 第3話・第5話 - 第7話・最終話）
広告代理店「大雄企画」の社員。
瀧井潤
演 - 小関裕太（第1話・第3話 - 第5話=第4話・第9話・第10話・最終話）（幼少期：斉藤拓弥〈第10話〉）
広告代理店「大雄企画」の社員（悟志の部下）。中田さんの恋人。
瀧井くんの母
演 - 土井きよ美（第4話・第10話）
冨田希美
演 - 徳永えり（第3話 - 第5話・最終話）
コンビニ店員。
冨田さんの父
演 - 矢嶋俊作（第5話）
中島香保
演 - 西田尚美（第2話・第5話 - 第8話=第7話）（高校時代：鳴海唯〈第6話〉）
専業主婦。悟志の妹。
中島尚人
演 - 清水伸（第6話）
香保さんの旦那さん。
佐藤ヨシ子
演 - 丘みつ子（第3話・第5話 - 第7話）
悟志の母。夫は5年前に他界。
皆川さん
演 - 今本洋子（第7話）
佐藤さんのご近所さん。夫を5年前に亡くし、娘と2人暮らし。
南（鈴木）裕子
演 - 堀内敬子（第6話 - 第10話=第8話）
ホームヘルパー。香保の同級生。
坂本さん
演 - 古川がん（第8話）
南さんの担当者。口が悪く、洗剤の無駄遣いにうるさい。
鈴木芽衣
演 - 吉柳咲良（第6話 - 第9話）
高校2年生。裕子の娘。
瀧井和也
演 - 八嶋智人（第4話・第9話・第10話）（青年期：三谷麟太郎〈第10話〉）
靴メーカーの社員。潤の兄。
トウコさんの父
演 - 村松利史（最終話）
キッチン「まかべ」を経営していた。7年前に他界。
真壁真知子
演 - 稲川実代子（最終話）
トウコさんの母。
みちる
演 - 野澤しおり（最終話）

### スタッフ
- 原作 - 益田ミリ『スナック キズツキ』（マガジンハウス刊）
- 監督 - 筧昌也、湯浅弘章
- 脚本 - 佐藤久美子、今西祐子
- ナレーション - 大和田伸也
- 選曲 - 長澤佑樹
- OP主題歌 - 清竜人「コンサートホール」（ソニー・ミュージックレーベルズ）[7]
- ED主題歌 - 森山直太朗「それは白くて柔らかい」（UNIVERSAL MUSIC）[8]
- チーフプロデューサー - 阿部真士（テレビ東京）
- プロデューサー - 濱谷晃一（テレビ東京）、井上竜太、奥村麻美子
- 制作 - テレビ東京、ホリプロ
- 製作著作 - 「スナック キズツキ」製作委員会

### 放送日程
| 話数   | 放送日   | サブタイトル | ラテ欄                                                               | 脚本                | 監督            |
| ------ | -------- | ------------ | -------------------------------------------------------------------- | ------------------- | --------------- |
| 第1話  | 10月09日 | 中田さん     | キズついた人専用!? “癒し”のスナック! 卵かけカレー&ギターで熱唱!      | 佐藤久美子 今西祐子 | 筧昌也          |
| 第2話  | 10月16日 | 安達さん     | 私ばかり損してる… 癒しのミネストローネ&ロールピアノで本音を熱唱!     | 佐藤久美子 今西祐子 | 筧昌也          |
| 第3話  | 10月23日 | サトちゃん   | 人生の成功って何!? 出世も無縁の独身男がエアギターで吠える            | 佐藤久美子          | 湯浅弘章        |
| 第4話  | 10月30日 | 瀧井くん     | 涙の“だし巻き卵”は天国のおふくろの味… 4分の“即興朗読”で本音告白!     | 佐藤久美子          | 湯浅弘章        |
| 第5話  | 11月06日 | 富田さん     | 世界一うまいホットココアが起こす奇跡! 35歳女子救うしりとり人生相談!? | 佐藤久美子          | 筧昌也          |
| 第6話  | 11月13日 | 香保さん     | 青春プレイバック! ママが懐かしディスコで“無敵”になる!?               | 佐藤久美子          | 湯浅弘章        |
| 第7話  | 11月20日 | ヨシ子さん   | 人生初のスナックで昭和シャンソン熱唱! 絶品オニオングラタンスープ     | 佐藤久美子          | 湯浅弘章        |
| 第8話  | 11月27日 | 南さん       | 魂のタップダンスで働くママの本音爆発! 絶品シュークリームの優しさに涙 | 今西祐子            | 湯浅弘章        |
| 第9話  | 12月04日 | 芽衣ちゃん   | 青春忘れない魔法!? 絶品のホットサンドに17歳娘が涙…土砂降り雨の奇跡!  | 佐藤久美子 今西祐子 | 筧昌也 湯浅弘章 |
| 第10話 | 12月11日 | 和也さん     | 天国の父親に電話!? 30年ぶり感謝の言葉と思い出のカレーに涙            | 佐藤久美子          | 筧昌也          |
| 第11話 | 12月18日 | こぐま屋さん | スナックママと芸人 夢見る35歳フリーター 涙と爆笑の即興漫才           | 佐藤久美子          | 筧昌也          |
| 最終話 | 12月25日 | トウコさん   | 故郷のオムライスに涙の誓い! “癒し”のデュエット                       | 佐藤久美子          | 筧昌也          |

| テレビ東京系 ドラマ24                            | テレビ東京系 ドラマ24                          | テレビ東京系 ドラマ24                   |
| 前番組                                           | 番組名                                         | 次番組                                  |
| ------------------------------------------------ | ---------------------------------------------- | --------------------------------------- |
| 孤独のグルメ Season9 （2021年7月10日 - 9月25日） | スナック キズツキ （2021年10月9日 - 12月25日） | シジュウカラ （2022年1月8日 - 3月26日） |